# Konstantin Biebl
Konstantin Biebl (26 de febrero de 1898, Slavětín - 12 de noviembre de 1951, Praga ) fue un poeta y escritor checo.  Su primera colección de poemas fue publicada en 1923, y la última en 1951, el año de su muerte por suicidio. Durante ese tiempo también viajó ampliamente como reportero.  Biebl era miembro del Partido Comunista y estaba estrechamente asociado con otros escritores y poetas comunistas checos, entre ellos Jiří Wolker y Vítězslav Nezval . 

## Biografía
Konstantin Biebl nació en Slavětín cerca de Louny , Bohemia , luego Austria-Hungría .  Su padre era dentista en Louny, dedicado a escribir poesía y pintura.  Se suicidó en 1916 mientras trabajaba como cirujano en Galicia .  Arnošt Ráž, hermano de la madre de Konstantin, era poeta.  Konstantin estudió en el gimnasio primero en Louny (1909–1914) y luego en Malá Strana , Praga .  En 1916 fue reclutado en el ejército y enviado a Sambir .  Cuando su padre murió, lo enviaron a su casa, donde en parte fingió tuberculosis (el diagnóstico era incierto) y fue hospitalizado en Louny.  Completó sus estudios en Praga en 1917 y fue enviado al Frente de los Balcanes .  Luchó en Montenegro y fue herido, llevado cautivo y condenado a muerte.  Escapó y, sufriendo de tuberculosis, fue hospitalizado en Sarajevo y desde allí fue trasladado a Louny ( Jiří Wolker se inspiró en su historia de la guerra y escribió un cuento llamado Ilda sobre el tema).
Escribió sus primeros poemas en un almanaque de estudiantes, y esbozó una colección inédita llamada Canciones de un paciente tuberculoso .  Pronto se unió a los nuevos grupos literarios de vanguardia Devětsil, Brno Literary Group y otros.  En 1921 comenzó a estudiar medicina en la Universidad Charles de Praga, que nunca terminó. El mismo año se hizo amigo de Jiří Wolker con quien fue al Reino de los Serbios, Croatas y Eslovenos en 1922 (para recibir tratamiento para la TB, que causó la muerte de Wolker en 1924; una niña que conoció allí, Jarmila Mikšovská, también enfermo con esta enfermedad letal).  Se quedaron en Baška en la isla de Krk .  El mismo año Biebl entró en el Partido Comunista.  En 1923, publicó su primer libro de poemas junto a su tío Arnošt Ráž - Cesta k lidem (Viaje al pueblo; el prólogo fue escrito por Zdeněk Kalista ).  Cuando Jiří Wolker murió, Biebl editó el almanaque In memoriam, donde muchos poetas checos describieron su relación con el poeta, incluyendo a Jaroslav Seifert, Vítězslav Nezval y Josef Hora. 
En 1925 viajó a Francia, visitó muchos campos de batalla de la Primera Guerra Mundial y escribió informes literarios para revistas.  Cuando decidió abandonar la medicina, fue a Louny para organizar la vida cultural y social.  En 1926, su amiga Olga, cuyo cuñado estaba en la isla, le ofreció la oportunidad de navegar a Java .  Así, en 1926–1927, realizó su viaje más lejano a Ceilán , Sumatra y Java .  Se sorprendió por la ignorancia de los colonos europeos y por las prácticas coloniales hacia los indígenas.  Habló con rebeldes de los movimientos comunistas y nacionalistas y fue interrogado por la policía.  El viaje inspiró a Biebl a escribir una conocida colección de poemas y varias historias cortas, y volvió al tema en la mayoría de sus siguientes trabajos.
En 1927 se enamoró de Marie Bulovová, hija de un rico vendedor de hierro de Louny.  Su amigo Karel Konrád, quien los presentó, le dijo a Biebl: "Hay pasta".
En 1929 se publicó el más famoso de sus poemas: Nový Ikaros (Nuevo Ícaro ).  Cuando siete poetas comunistas ( Jaroslav Seifert, Josef Hora , Ivan Olbracht , Stanislav Kostka Neumann y otros) se enfrentaron al nuevo líder comunista Klement Gottwald y abandonaron el partido, Biebl estaba en el grupo pro-Moscú de poetas con Julius Fučík , Vítězslav Nezval, František Halas y Karel Teige .
En 1931, Biebl se casó con Marie Bulovová en Louny.  Entre los invitados a la boda estaban Jiří Voskovec, Jaroslav Ježek, Vítězslav Nezval, Adolf Hoffmeister y otros.  Konstantin Biebl se convirtió en un poeta comunista acomodado.  Pasaron su luna de miel en Francia, Argelia y Túnez .
Trabajó como asistente dental en la consulta de su madre en la década de 1930.  También participó activamente en el movimiento surrealista checo y firmó la mayoría de los documentos publicados por el grupo surrealista en Checoslovaquia.  Escribió poco y no reconoció su trabajo anterior, excepto en 1936 cuando publicó varios poemas en memoria de Karel Hynek Mácha .
Durante la Segunda Guerra Mundial trabajó en el cine con la editorial Melantrich .  Después de la guerra trabajó en el departamento de cine del Ministerio de Información. Estaba emocionado por los próximos tiempos de justicia social que vio en el gobierno comunista después del febrero de  1948, cuando celebró su 50 cumpleaños. 
En 1949 enfermó de pancreatitis y fue a Karlovy Vary a curarse en el balneario. Publicó su libro más extenso (en su edición más amplia, con más de 10,000 copias), la colección de poemas Bez obav (Sin miedo) en 1951.  Se suicidó en Praga, donde saltó por una ventana en el quinto piso el 12 de noviembre de 1951 (varias fuentes declaran que saltó el 11 de noviembre). Vítězslav Nezval escribió un poema de excusa Kosťo, proč nezdvihs aspoň telefon? (Kosta, ¿por qué no levantaste el teléfono?). Las circunstancias y especialmente la causa del suicidio nunca han estado claras. 

## Trabajos
- Cesta k lidem (1923)
- Věrný hlas (1924)
- Zlom (1925)
- Zloděj z Bagdadu (1925)
- Zlatými řetězy (1926)
- Modré stíny (1926)
- S lodí jež dováží čaj a kávu (1927)
- Nový Ikaros (1929)
- Nebe peklo ráj (1930)
- Plancio (1931)
- Zrcadlo noci (1939)
- Bez Obav (1951)
- Cesta na Jávu (1958)